# Rhizophoraceae
Rhizophoraceae — родина тропічних або субтропічних квіткових рослин. Містить близько 147 видів, розподілених у 15 родів. У родині є три триби: Rhizophoreae, Gynotrocheae і Macarisieae. Попри те, що Rhizophoraceae відомий своїми мангровими рослинами, лише роди Rhizophoreae ростуть у мангрових місцях існування, а решта представників живуть у внутрішніх лісах.

## Роди
1. Anopyxis (Pierre) Engl.
2. Blepharistemma Wall. ex Benth.
3. Bruguiera Lam. ex Savigny
4. Carallia Roxb.
5. Cassipourea Aubl.
6. Ceriops Arn.
7. Comiphyton Floret
8. Crossostylis J.R.Forst. & G.Forst.
9. Gynotroches Blume
10. Kandelia Wight & Arn.
11. Macarisia Thouars
12. Paradrypetes Kuhlm.
13. Pellacalyx Korth.
14. Rhizophora L.
15. Sterigmapetalum Kuhlm.